# Hieracium chondrillifolium
Hieracium chondrillifolium es una especie de planta con flor del género Hieracium, de la familia Asteraceae, orden Asterales.

## Distribución
Hieracium chondrillifolium se distribuye por Austria, Checoslovaquia, Francia, Alemania, Italia, Polonia, Suiza y Yugoslavia.

## Taxonomía
Fue descrita científicamente por R. E. Fr. Fue publicada en Epicr. Gen. Hierac.: 67 (1862).